# Zofia Lipińska
Zofia Lipińska (ur. 16 lutego 1898 roku w Łodzi, zm. w 1982 roku) – polska malarka.

## Życiorys
Ukończyła krakowską Akademię Sztuk Pięknych, pracowała między innymi w pracowniach Józefa Mehoffera, Wojciecha Weissa oraz Józefa Pankiewicza.
Malowała głównie portrety oraz martwą naturę, także sceny biblijne oraz rysunki.